# تومى ريتيج
تومى ريتيج (بالإنجليزية: Tommy Rettig)‏ هو عالم حاسوب وممثل أمريكي، ولد في 10 ديسمبر 1941 بكوينز في الولايات المتحدة، وتوفي في 15 فبراير 1996 في الولايات المتحدة بسبب نوبة قلبية.

## أعمال

### أفلام
- (1950) ذعر بالشوارع

### مسلسلات
- لاسي

## وصلات خارجية
- تومى ريتيج على موقع IMDb (الإنجليزية)
- تومى ريتيج على موقع ألو سيني (الفرنسية)
- تومى ريتيج على موقع أول موفي (الإنجليزية)
- تومى ريتيج على موقع قاعدة بيانات الأفلام السويدية (السويدية)
- تومى ريتيج على موقع إن إن دي بي (الإنجليزية)
- تومى ريتيج على موقع قاعدة بيانات الفيلم (الإنجليزية)
- تومى ريتيج على موقع كينوبويسك (الروسية)